# Choi Eun-kyung
Choi Eun-kyung (Daegu, 26 dicembre 1984) è una pattinatrice di short track sudcoreana.
Ha vinto la medaglia d'oro nei 3000 metri a squadre e la medaglia d'argento nei 1500 metri ai Giochi olimpici invernali di Torino 2006; sempre a Torino, è giunta seconda nei 1000 metri ma al termine della gara è stata squalificata dai giudici perdendo così la medaglia.

## Palmarès

### Olimpiadi
- 4 medaglie:
  - 2 ori (3000 m staffetta a Salt Lake City 2002; 3000 m staffetta a Torino 2006)
  - 2 argenti (1500 m a Salt Lake City 2002; 1500 m staffetta a Torino 2006)

### Mondiali
- 16 medaglie:
  - 9 ori (3000 m, staffetta a Montréal 2002; generale, 1500 m a Varsavia 2003; generale, 1000 m, 1500 m, staffetta a Göteborg 2004; 1000 m a Pechino 2005)
  - 3 argenti (1000 m, 3000 m a Varsavia 2003; generale a Pechino 2005)
  - 4 bronzi (500 m a Göteborg 2004; 3000 m, staffetta a Pechino 2005; 1500 m a Minneapolis 2006)

### Mondiali a squadre
- medaglie:
  - 5 ori (Milwaukee 2002, Budapest 2003, San Pietroburgo 2004, Chuncheon 2005, Montréal 2006)
  - 1 argento (Minamimaki 2001)